# Шимбарк (Поморське воєводство)
Шимбарк (пол. Szymbark, нім. Schönberg) — село в Польщі, у гміні Стенжиця Картузького повіту Поморського воєводства.
Населення — 663 особи (2011).
У 1975-1998 роках село належало до Гданського воєводства.

## Демографія
Демографічна структура станом на 31 березня 2011 року:
|          | Загалом | Допрацездатний вік | Працездатний вік | Постпрацездатний вік |
| -------- | ------- | ------------------ | ---------------- | -------------------- |
| Чоловіки | 343     | 99                 | 212              | 32                   |
| Жінки    | 320     | 88                 | 174              | 58                   |
| Разом    | 663     | 187                | 386              | 90                   |